# Monthieux
Monthieux és un municipi francès situat al departament de l'Ain i a la regió d'Alvèrnia-Roine-Alps. L'any 2007 tenia 593 habitants.

## Demografia

### Població
El 2007 la població de fet de Monthieux era de 593 persones. Hi havia 200 famílies de les quals 28 eren unipersonals (12 homes vivint sols i 16 dones vivint soles), 40 parelles sense fills, 104 parelles amb fills i 28 famílies monoparentals amb fills.
La població ha evolucionat segons el següent gràfic:
Habitants censats

### Habitatges
El 2007 hi havia 229 habitatges, 202 eren l'habitatge principal de la família, 15 eren segones residències i 12 estaven desocupats. 206 eren cases i 17 eren apartaments. Dels 202 habitatges principals, 163 estaven ocupats pels seus propietaris, 28 estaven llogats i ocupats pels llogaters i 11 estaven cedits a títol gratuït; 3 tenien dues cambres, 14 en tenien tres, 48 en tenien quatre i 138 en tenien cinc o més. 185 habitatges disposaven pel capbaix d'una plaça de pàrquing. A 65 habitatges hi havia un automòbil i a 133 n'hi havia dos o més.

### Piràmide de població
La piràmide de població per edats i sexe el 2009 era:
| Homes | Edats   | Dones |
| ----- | ------- | ----- |
| 0     | 95 o +  | 0     |
| 0     | 90 a 94 | 0     |
| 4     | 85 a 89 | 4     |
| 0     | 80 a 84 | 0     |
| 12    | 75 a 79 | 0     |
| 0     | 70 a 74 | 0     |
| 8     | 65 a 69 | 8     |
| 16    | 60 a 64 | 4     |
| 4     | 55 a 59 | 8     |
| 12    | 50 a 54 | 8     |
| 28    | 45 a 49 | 12    |
| 24    | 40 a 44 | 40    |
| 32    | 35 a 39 | 32    |
| 20    | 30 a 34 | 28    |
| 20    | 25 a 29 | 24    |
| 16    | 20 a 24 | 4     |
| 36    | 15 a 19 | 20    |
| 24    | 10 a 14 | 12    |
| 40    | 5 a 9   | 24    |
| 28    | 0 a 4   | 20    |

## Economia
El 2007 la població en edat de treballar era de 404 persones, 324 eren actives i 80 eren inactives. De les 324 persones actives 308 estaven ocupades (162 homes i 146 dones) i 17 estaven aturades (5 homes i 12 dones). De les 80 persones inactives 15 estaven jubilades, 46 estaven estudiant i 19 estaven classificades com a «altres inactius».

### Ingressos
El 2009 a Monthieux hi havia 203 unitats fiscals que integraven 598 persones, la mediana anual d'ingressos fiscals per persona era de 22.941 €.

### Activitats econòmiques
Dels 21 establiments que hi havia el 2007, 2 eren d'empreses de fabricació d'altres productes industrials, 4 d'empreses de construcció, 3 d'empreses de comerç i reparació d'automòbils, 1 d'una empresa d'hostatgeria i restauració, 1 d'una empresa financera, 4 d'empreses de serveis, 3 d'entitats de l'administració pública i 3 d'empreses classificades com a «altres activitats de serveis».
Dels 3 establiments de servei als particulars que hi havia el 2009, 2 eren fusteries i 1 restaurant.
L'únic establiment comercial que hi havia el 2009 era una botiga de roba.
L'any 2000 a Monthieux hi havia 17 explotacions agrícoles que ocupaven un total de 425 hectàrees.

## Equipaments sanitaris i escolars
El 2009 hi havia una escola elemental.

## Poblacions més properes
El següent diagrama mostra les poblacions més properes.